# 加森
加森是奥地利施蒂利亚州魏茨县的一个市镇。总面积33.93平方公里，总人口967人，人口密度28.5人/平方公里（2005年）。